# Levi Heimans
Levi Heimans (ur. 24 lipca 1985 w Diemen) – holenderski kolarz torowy i szosowy, dwukrotny medalista torowych mistrzostw świata i wicemistrz Europy.

## Kariera
Pierwszy sukces w karierze Levi Heimans osiągnął w 2001 roku, kiedy został mistrzem Holandii juniorów w indywidualnej jeździe na czas. W 2003 roku zdobył srebrne medale mistrzostw Europy juniorów w indywidualnym i drużynowym wyścigu na dochodzenie, a rok później, podczas igrzysk olimpijskich w Atenach był piąty w drużynowym wyścigu na dochodzenie. Najlepsze wyniki osiągnął na mistrzostwach świata w Los Angeles w 2005 roku, gdzie  wspólnie z Nikim Terpstrą, Peterem Schepem i Jensem Mourisem wywalczył srebrny medal w tej samej konkurencji. Ponadto zdobył brązowy medal indywidualnie, ulegając jedynie Niemcowi Robertowi Bartko i Hiszpanowi Sergi Escobarowi. Na igrzyskach olimpijskich w Pekinie w 2008 roku był ponownie piąty w drużynowym wyścigu na dochodzenie. W 2010 roku zdobył w tej konkurencji brązowy medal na mistrzostwach Europy w Pruszkowie. W tym samym roku startował także na mistrzostwach świata w Kopenhadze, zajmując szóste miejsce drużynowo i piętnaste indywidualnie.